# João Bosco Barbosa de Sousa
João Bosco Barbosa de Sousa OFM (ur. 8 grudnia 1952 w Guaratinguetá) – brazylijski duchowny katolicki, biskup Osasco od 2014.

## Życiorys

### Prezbiterat
Święcenia kapłańskie otrzymał 7 stycznia 1978 w zakonie franciszkańskim. Pracował przede wszystkim w zakonnych parafiach, był także kierownikiem produkcji programów religijnych w stacji Sono-Viso oraz dyrektorem katolickiej telewizji w Pato Branco.

### Episkopat
3 stycznia 2007 papież Benedykt XVI mianował go biskupem ordynariuszem diecezji União da Vitória. Sakry biskupiej udzielił mu 25 marca 2007 kardynał Cláudio Hummes.
16 kwietnia 2014 papież Franciszek mianował go biskupem diecezji Osasco. Ingres odbył się 20 lipca 2014.